# Otradov (Chrudimi járás)
Otradov település Csehországban, a Chrudimi járásban. Otradov Proseč, Skuteč és Krouna településekkel határos. Lakosainak száma 284 fő (2024. január 1.).

## Népesség
A település lakosságának változását az alábbi diagram mutatja:
| Lakosok száma | 599  | 535  | 558  | 427  | 368  | 282  | 274  | 272  | 276  | 284  |
|               | 1869 | 1900 | 1921 | 1961 | 1980 | 2011 | 2016 | 2019 | 2021 | 2024 |